# Mount Maude
Mount Maude är ett berg i Kanada.   Det ligger i provinsen Alberta, i den centrala delen av landet, 3 000 km väster om huvudstaden Ottawa. Toppen på Mount Maude är 3 043 meter över havet, eller 305 meter över den omgivande terrängen. Bredden vid basen är 3,1 km. Mount Maude ingår i Spray Mountains.
Terrängen runt Mount Maude är huvudsakligen bergig, men åt sydost är den kuperad.Trakten runt Mount Maude är nära nog obefolkad, med mindre än två invånare per kvadratkilometer.. Det finns inga samhällen i närheten. 
Trakten runt Mount Maude består i huvudsak av gräsmarker.